# Case (hardware)

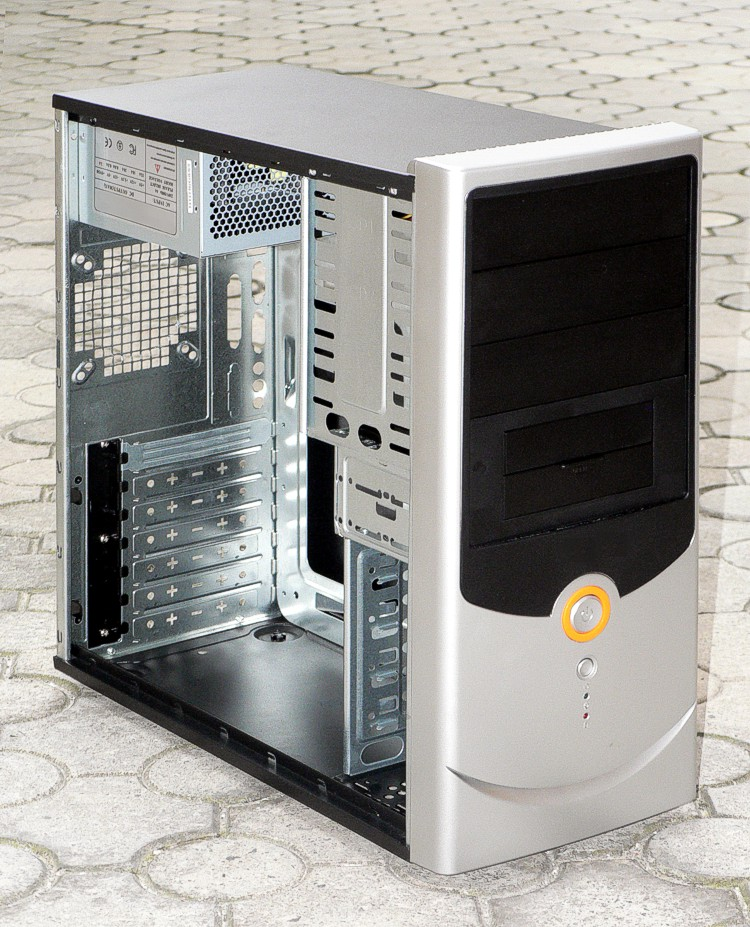
Case a torre di un PC senza scocche laterali

Case (termine mutuato dall'inglese computer case), cabinet o chassis (anche telaio), in informatica indica il contenitore dentro cui sono montati i componenti principali di un computer.

## Caratteristiche

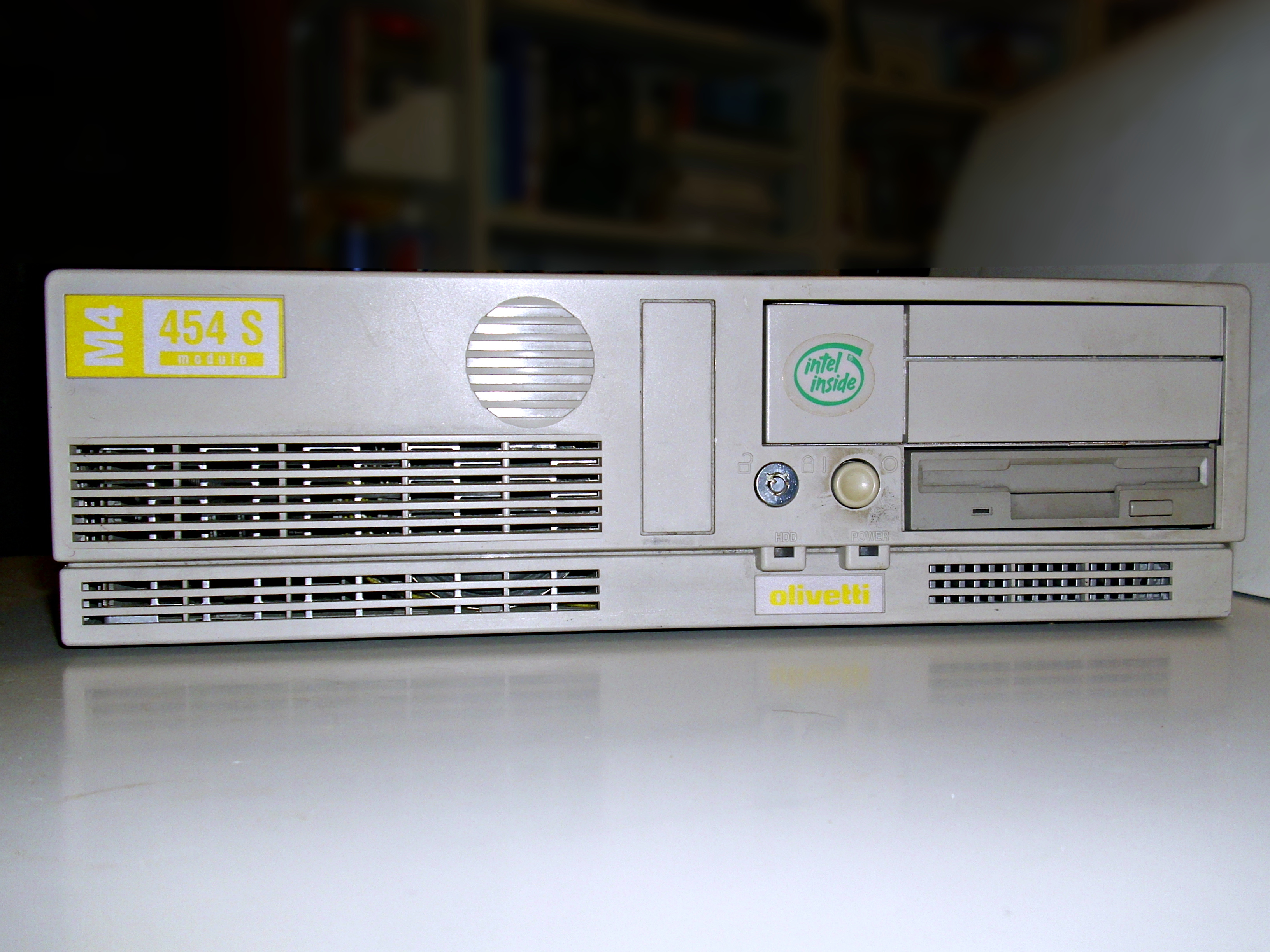
Case in versione desktop (orizzontale) di un Olivetti Modulo M4

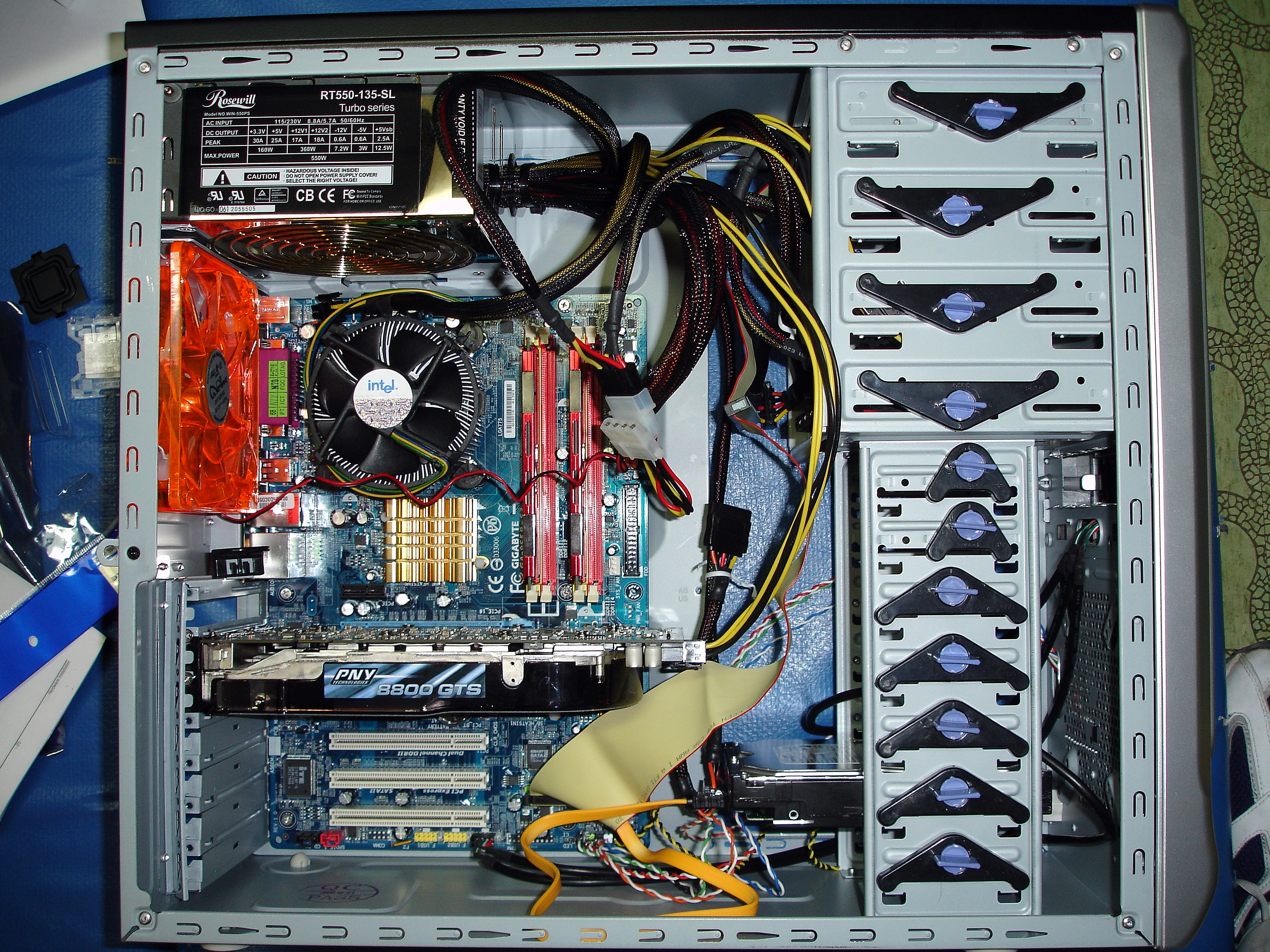
Vista interna di un case

Normalmente il telaio di un case è in lamiera metallica SECC (dall'inglese "Steel Electrogalvanized Cold-rolled Coil", un tipo di acciaio dal basso costo ed elevata conducibilità termica) oppure in alluminio, esistono tuttavia anche telai artigianali fatti con altri materiali (vedi modding).
L'alimentatore è generalmente alloggiato in un'area angolare del case; nella parte centrale sono presenti diversi alloggi atti a contenere le periferiche di archiviazione di massa e di lettura. Nei computer desktop a torre verticali la scheda madre è ancorata sul pannello destro - da un punto di vista frontale - del case. In genere un case ha diversi vani per drive da 5,25" e da 3,5" che permettono l'installazione di dischi rigidi, lettori floppy, lettori e masterizzatori CD/DVD e lettori di schede di memoria. Il pulsante d'accensione e di reset (che permette di riavviare il PC) sono normalmente situati in una posizione accessibile all'utente. Nei pressi dei due pulsanti possono esserci due piccole spie, alimentate da appositi connettori collegati direttamente alla scheda madre, per indicare lo stato di accensione del computer e l'attività del disco rigido. Sul frontale possono essere presenti i cassetti scorrevoli per l'inserimento ed il disinserimento di CD e dischetti floppy.
Anche le porte di comunicazione USB "frontali" e le prese per cuffie e microfono sono normalmente installate in una posizione accessibile all'utente, così da agevolarlo nell'inserimento dei relativi dispositivi. Sul retro sono accessibili tutte le porte e interfacce di connessione con le altre periferiche presenti sulla scheda madre, come per esempio la tastiera, il mouse, il monitor e altri. Nel case di un computer può essere presente un sistema di raffreddamento ad aria mediante uso di apposite ventole (raffreddamento attivo), anche tramite dei fori posti sulle pareti laterali o sulla parete posteriore. Alcuni case sono equipaggiati con delle unità che misurano la temperatura interna al computer, rilevano la velocità di calcolo del processore o variano la velocità delle ventole di raffreddamento, esse possono trovare posto nei vani per drive comunemente destinate ai lettori di CD e floppy, rispettivamente da 3,5" e da 5".
Il pannello sinistro - da un punto di vista frontale - del case, permette l'accesso alla componentistica e per tale motivo spesso è facile da rimuovere. Nel caso di case personalizzati, parte della lamiera che costituisce la paratia laterale è asportata e sostituita da plexiglas; questo consente di mettere in risalto le presunte migliorie estetico-strutturali che l'utente apporta al sistema, come ad esempio un sistema di raffreddamento liquido o, più ludicamente, luci al neon.

### Dimensioni e forma
Sebbene la forma e la dimensione possano differire da un produttore all'altro, esistono degli standard preposti a cui ogni costruttore si adatta, per esempio nei computer da scrivania è diffuso lo standard ATX e sue varianti (Extended ATX, Ultra ATX e Mini-ATX), ma esistono anche altri formati, come il WTX, LPX e SSI CEB, ma anche altri formati non più in uso, come BTX, AT e Baby-AT; allo stesso modo per le varianti a basso ingombro come i formati SFF, che comprendono i DTX e Mini-DTX, Mini-STX, MicroBTX, Mini-ITX e Nano-ITX, NLX, MicroATX e FlexATX; altri fattori di forma ancora più compatta, che rientrano nella categoria Sistema embedded, sono i Pico-ITX e Mobile-ITX, NUC, ETX e varianti (XTX e COM Express tipo 2), COM Express e relative varianti (Extended, Compact e Mini), Qseven, SMARC, Embedded System Module e varianti (ESMexpress e ESMini), PC/104, EBX e EPIC; esistono anche i formati per i server, tra cui abbiamo SSI MEB, SSI EEB, HPTX, WTX e SWTX.
I case predisposti per accogliere una scheda madre di tipo ATX possono avere forme diverse e per convenzione vengono distinti tra:
- da scrivania: orizzontali, pensati per essere posizionati sopra la scrivania;
- a torre: verticali, pensati per essere posizionati sotto la scrivania.

Questi ultimi sono ulteriormente classificabili in:
- microtorre (anche detti microtower);
- minitorre (minitower);
- mezzatorre (middle tower o mid tower);
- a torre piena (full tower o tower).

L'altezza nei case a microtorre varia tra i 33 e 36 cm (tipicamente 35 cm), nei minitorre tra i 36 e 40 cm (in genere 39 cm), nei mezzatorre tra i 40 e 46 cm (in genere 43 cm), e negli elaboratori a torre piena a partire da circa 56 cm, nonostante si possano raggiungere altezze superiori ai 70 cm.
Versioni con dimensioni maggiori sono solitamente utilizzate per i server, per i quali nei brevi periodi può essere necessario un ampliamento e potenziamento della componentistica. Quando sono previste condizioni di lavoro gravose ed è richiesta alta affidabilità (come in una stanza che ospita decine di server costantemente in funzione), viene preferito al case tradizionale un altro tipo di telaio adottato in campo elettronico: l'armadio (o rack), concepito come un ripiano multiplo in cui infilare, sovrapposti come cassetti, i più svariati tipi di apparecchiature, elaboratori compresi.
Anche un dispositivo mobile è dotato di case, ovviamente composto da materiali, forme e dimensioni specifiche. L'estetica gioca un ruolo rilevante, sebbene l'aspetto protettivo non sia secondario. La particolarità è che lo schermo (lo strato trasparente) fa pure parte del case in quanto è il completamento del coperchio (parte posteriore), detto cover.

### Estetica

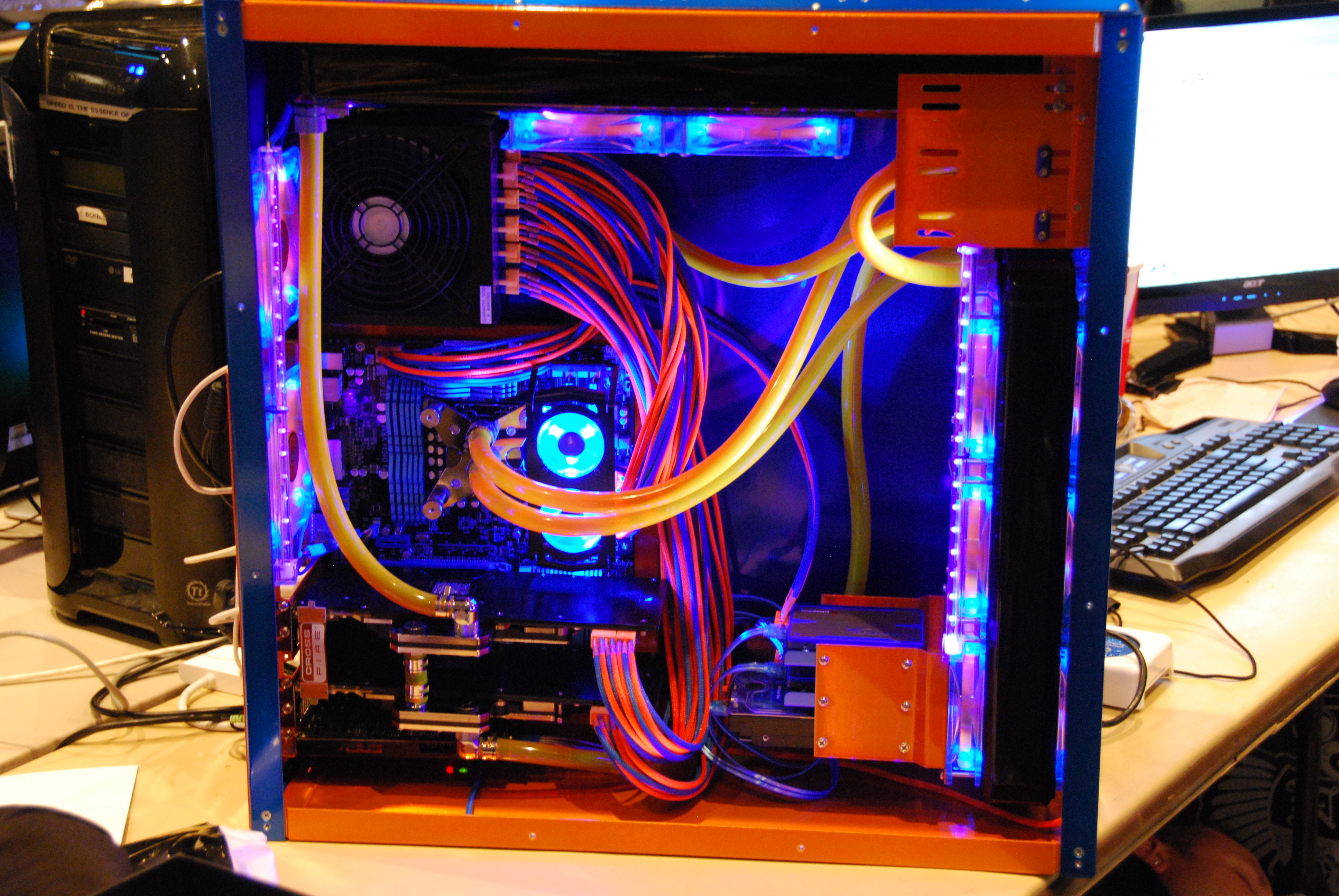
Un case equipaggiato con luci LED e raffreddamento a liquido

I case tradizionali generalmente erano beige, bianchi o neri e di forma parallelepipeda. Nel tempo tuttavia si è assistito a una vera e propria rivoluzione stilistica: molti utenti si dilettano a personalizzare il case del proprio computer aggiungendovi luci interne al neon, guaine avvolgicavo multicolore, finestre laterali in plexiglas, ventole illuminate aggiuntive, nonché impianti di raffreddamenti a liquido, questi ultimi, oltre ad assolvere alla mera funzione estetica, mirano anche ad un incremento prestazionale.

## Galleria d'immagini

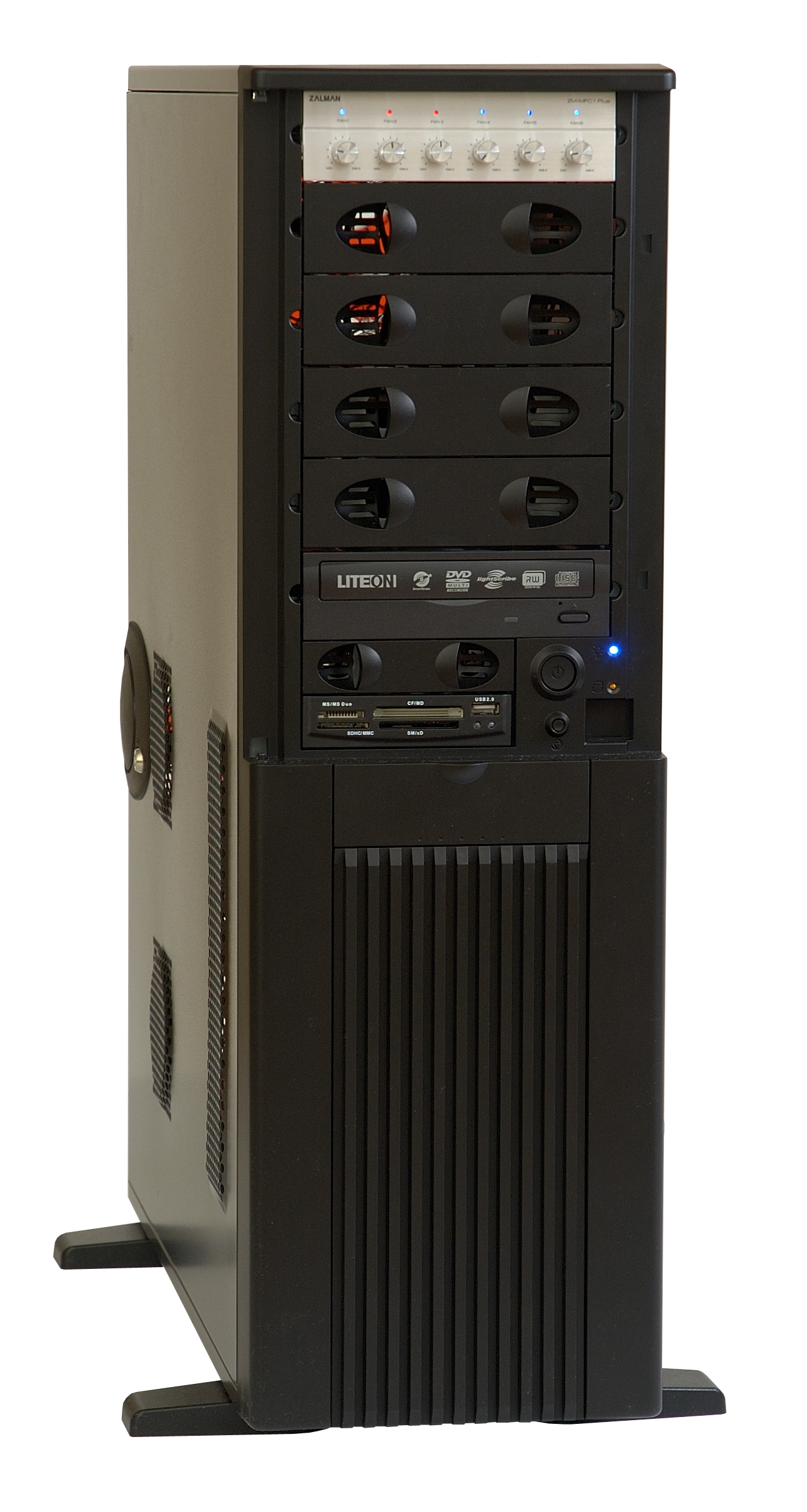
Case full tower
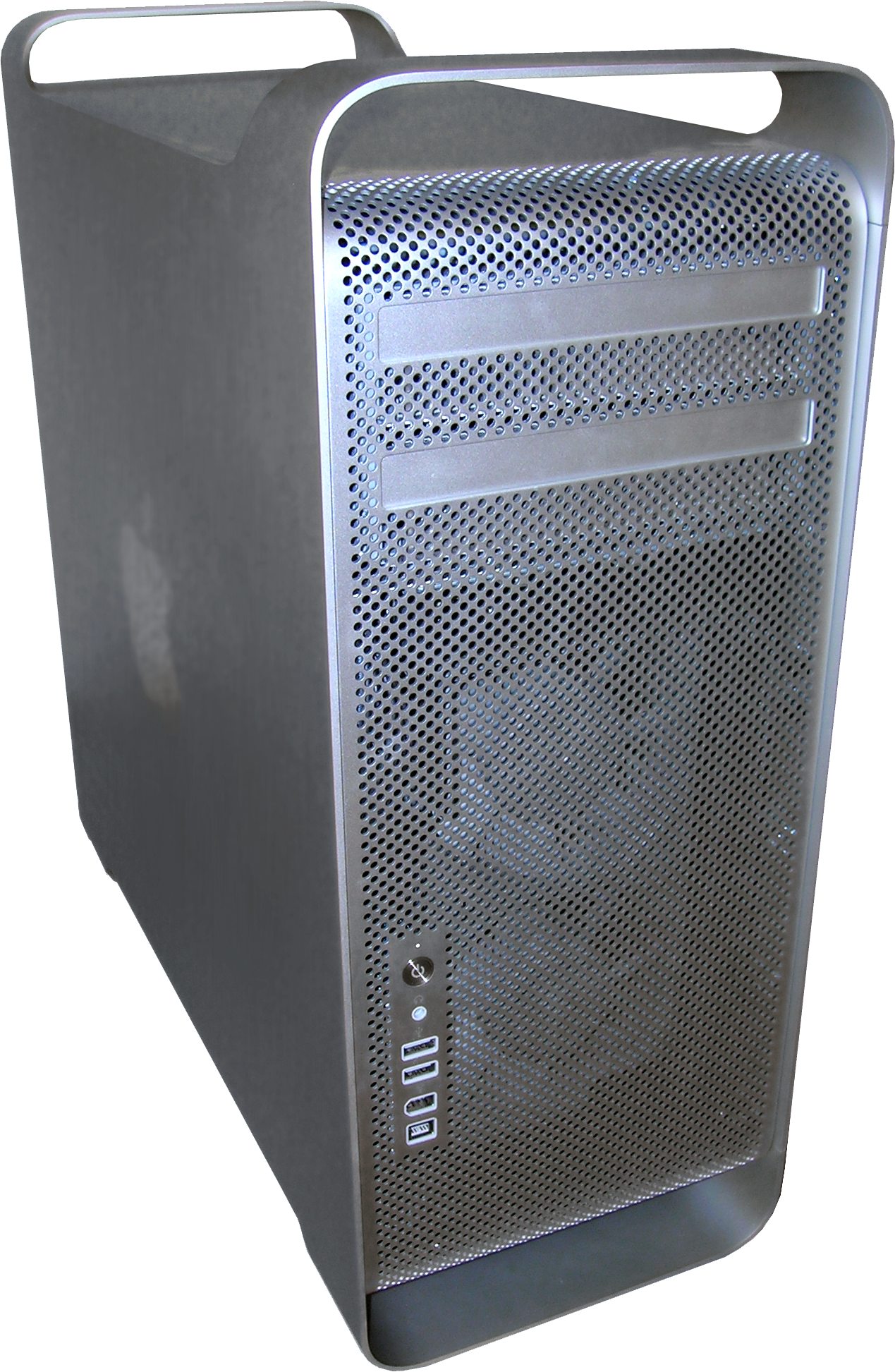
Case di un Mac Pro
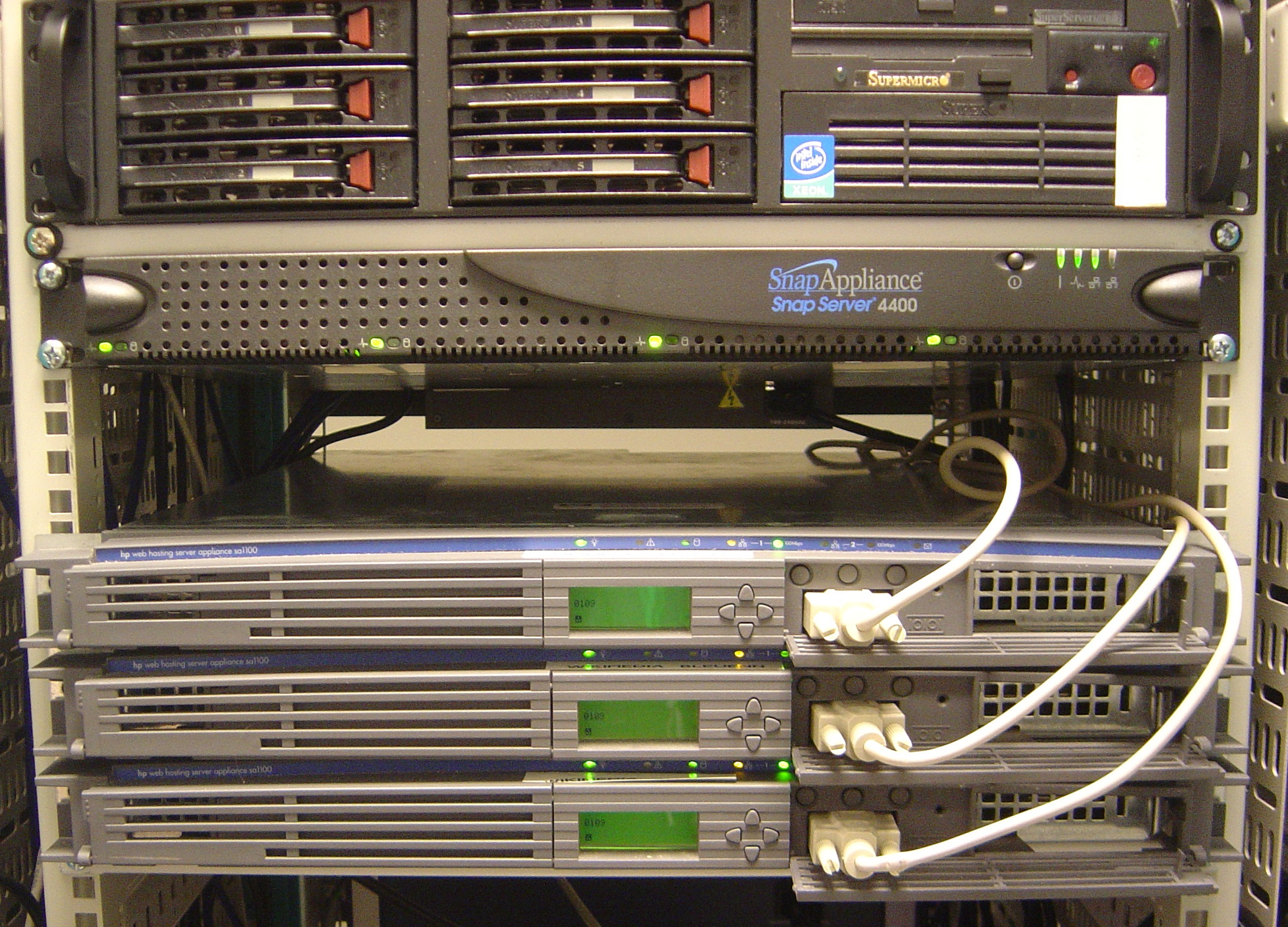
Tre dei server di Wikimedia nel formato rack U1
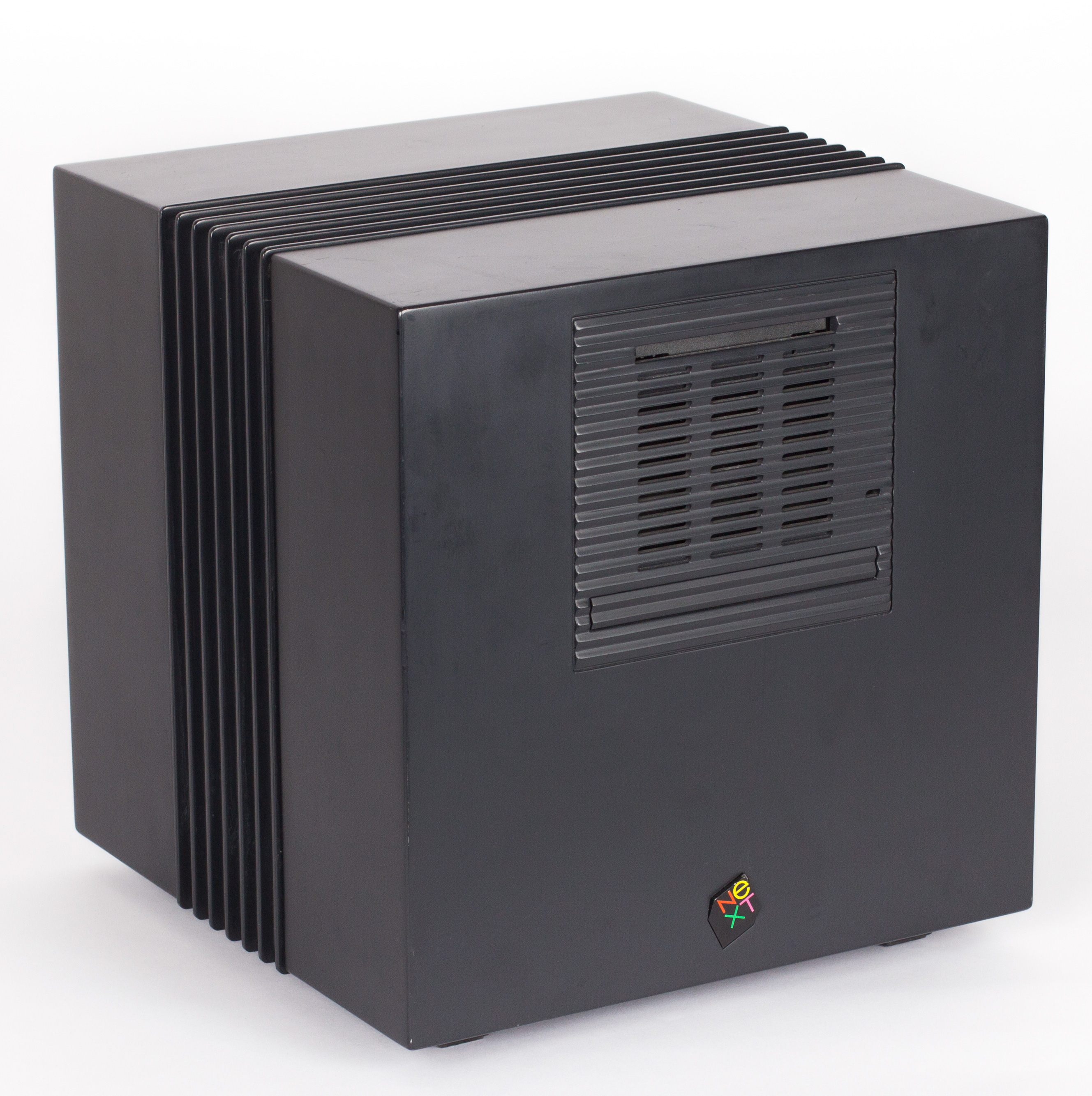
NeXTcube
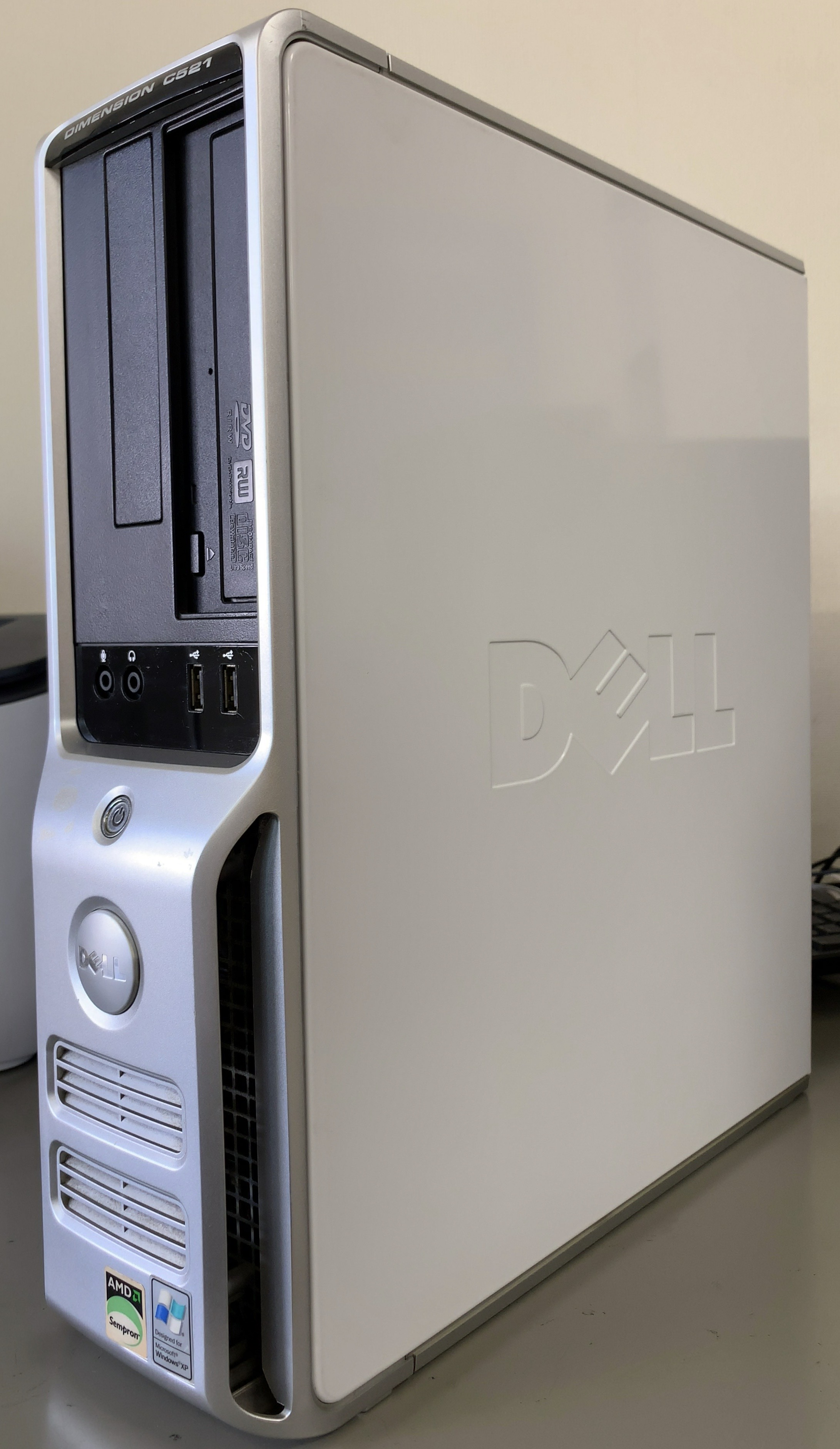
Dell Dimension C521, con scheda madre in formato BTX